# Accademia degli Innominati de Parme
L'Accademia degli Innominati (Académie des Inconnus) est une société savante de type académique qui rassemble des érudits et des écrivains, fondée en 1574  par Eugenio Visdomini et Giulio Smagliati à Parme, à la recherche d'une identité culturelle. Elle compte parmi ses membres Angelo Ingegneri, Muzio Manfredi, Torquato Tasso, Battista Guarini, Pomponio Torelli, Tommaso Stigliani et Giambattista Marino ainsi que des écrivaines : Tarquinia Molza, Claudia Noceti et la poétesse  Barbara Torelli Benedetti.